# 4728 Lyapidevskij
4728 Lyapidevskij è un asteroide della fascia principale. Scoperto nel 1979, presenta un'orbita caratterizzata da un semiasse maggiore pari a 2,3077598 UA e da un'eccentricità di 0,1119166, inclinata di 5,95590° rispetto all'eclittica.